# ایس تیلیس
ایس تیلیس (انگلیسی: Iciss Tillis؛ زادهٔ ۶ دسامبر ۱۹۸۱) بازیکن بسکتبال اهل ایالات متحده آمریکا است.